# 贝蒂尔·林德布拉德
贝蒂尔·林德布拉德（瑞典語：Bertil Lindblad，1895年11月26日—1965年6月25日）是一名瑞典天文学家，银河系结构和星系动力学方面的先驱。

## 生平
林德布拉德1895年出生于瑞典的厄勒布鲁，1914年进入乌普萨拉大学学习，1920年取得博士学位。1921年至1927年期间在乌普萨拉大学天文台工作，1927年任瑞典皇家科学院天文学教授，创建了斯德哥尔摩天文台并任首任台长，直到逝世。此外，他还于1948年至1952年期间担任国际天文学联合会的主席，还曾两次出任瑞典皇家科学院的院长。1965年林德布拉德在斯德哥尔摩去世。
林德布拉德主要工作是在银河系和星团的结构等方面，是星系动力学的先驱。他发现恒星有在星系的旋臂中聚集的倾向。1926年，林德布拉德提出银河系由许多子系统组成，解释了银河系中恒星的速度分布，提出银河系自转中心在人马座方向。1927年发表了著名的关于银河系较差自转的论文，为荷兰天文学家扬·奥尔特进一步建立银河系自转的理论奠定了基础。1942年，他首先提出了密度波理论，用于解释旋涡星系的旋臂结构。他还在1920年代进行了辐射研究，解释太阳的临边昏暗现象。
林德布拉德曾于1948年获得了英國皇家天文學會金質獎章，1954年获得了布鲁斯奖。月球上的一座环形山以及第1448号小行星被命名为“林德布拉德”。